# Triplo ritratto di Arrigo peloso, Pietro matto e Amon nano
Il Triplo ritratto (Arrigo peloso, Pietro matto e Amon nano) è un dipinto a olio su tela (cm 101x133) di Agostino Carracci eseguito tra il 1598 e il 1600 a Roma, è conservato nel Museo nazionale di Capodimonte di Napoli.

## Storia e descrizione
Fu dipinto quando il pittore era impegnato come aiuto del fratello Annibale negli affreschi della Galleria di Palazzo Farnese al servizio del cardinale Odoardo.
Il soggetto, prima interpretato in chiave mitologica e poi come allegoria dell'arte naturalistica è ora stato spiegato come un vero ritratto di personaggi che vivevano al seguito di Odoardo Farnese.
Sono ritratti tre personaggi bizzarri all'ombra di una quercia: un uomo giovane vestito di una semplice pelle d'animale e soggetto a ipertricosi con il volto completamente coperto da peli, un nano abbracciato a un cane e un pappagallo, appoggiato al suo braccio, sta becchettando una manciata di ciliegie nella mano dell'uomo peloso, al quale un uomo più anziano, Pietro matto, sta sussurrando qualcosa, mentre una scimmietta sta sulla sua spalla destra e un'altra gioca con un cagnolino arrampicato sulle sue gambe.
Recentemente, grazie agli studi di Roberto Zapperi è stato possibile risalire all'identità di questi personaggi, si tratta di tre uomini che vivevano alla corte della famiglia Farnese svolgendo il ruolo di "curiosità": Amon il nano, Pietro matto e Arrigo peloso.
Nelle corti rinascimentali era usuale collezionare animali esotici ed esseri umani che destavano l'interesse dei visitatori per le loro deformità o particolarità fisiche.
In particolare Arrigo, il giovane "peloso" era un personaggio conosciuto non solo a Roma ma in tutta Europa, in quanto apparteneva a una famiglia in cui diversi membri erano soggetti a ipetricosi e venivano "comprati" dalle famiglie nobili in funzione di valletti.
Arrigo apparteneva a una famiglia di Guanci, popolazione delle Isole Canarie, spesso vittime delle incursioni dei pirati francesi.
Suo padre Pedro Gonzales fu portato in dono a Enrico II di Francia ed educato come un perfetto valletto di corte. Gli fu data in sposa una giovane francese e i suoi figli furono poi venduti ad altre famiglie nobiliari in quanto anch'essi affetti dalla stessa disfunzione (sua figlia Antonietta Gonzales fu ritratta in un dipinto di Lavinia Fontana del 1594), dopo la fine dei Valois i Gonzales furono acquistati dai Farnese.
Questo dipinto, dalla composizione studiatissima, ebbe alle spalle un lavoro di preparazione molto accurato. Lo stesso viene testimoniato dai molti disegni che servirono anche a "ingentilire" l'aspetto dei tre uomini. La tela è un esempio di pittura di genere, particolarmente in voga presso i committenti e collezionisti del tempo che amavano questo tipo di bizzarria. Il naturalismo reso con virtuosismo da Agostino non va inteso in senso moderno come pittura che indaga la realtà con intenti espressivi e morali, ma come semplice curiosità, era considerato un genere minore di pittura così come esseri inferiori venivano considerati i personaggi raffigurati, popolani o personaggi di corte.
A Bologna, dove operava il naturalista Ulisse Aldrovandi, molti pittori e artisti erano abituati a lavorare alle pubblicazioni e alla realizzazione del materiale didattico del museo Naturale da lui fondato (lo stesso Arrigo fu ritratto nella "Monstrorum Historia" di Aldrovandi) il che offriva loro la possibilità di cimentarsi e di fare esperienza con la riproduzione della natura.